# Semi Belkahia
Semi Belkahia (* 22. Dezember 1998 in München) ist ein deutsch-tunesischer Fußballspieler. Er stand zuletzt bei Arminia Bielefeld unter Vertrag.

## Karriere

### Jugend
Nach seinen Anfängen in der Jugend des ESV München-Ost und des FC Bayern München wechselte er im Sommer 2014 in die Jugendabteilung der TSG 1899 Hoffenheim. 

### VfR Garching
Nach 3 Jahren in Hoffenheim erfolgte im Sommer 2017 sein Wechsel in die Regionalliga Bayern zum VfR Garching. 

### TSV 1860 München
Im darauffolgenden Sommer wechselte er zum Drittligisten TSV 1860 München. Dort kam er auch zu seinem ersten Einsatz im Profibereich, als er am 8. April 2019, dem 32. Spieltag, bei der 0:1-Auswärtsniederlage gegen die SG Sonnenhof Großaspach in der 88. Spielminute für Dennis Dressel eingewechselt wurde.
Nachdem er aufgrund eines Kreuzbandrisses, den er sich am 11. Mai 2019, dem 35. Spieltag im Spiel gegen Fortuna Köln zugezogen hatte mehr als eineinhalb Jahre zu keinem Einsatz bei den Löwen gekommen war, feierte er am 12. Dezember 2020, dem 15. Spieltag der Saison 2020/21, sein Comeback, als er beim 5:0-Sieg gegen Waldhof Mannheim ab der 54. Spielminute Stephan Salger in der Innenverteidigung ersetzte. In der Folge konnte er sich zunächst als Stammspieler etablieren und am 24. Januar 2021 gegen den SV Meppen sein erstes Profitor erzielen.
Zu Beginn Saison 2021/22 wurde er zunächst durch eine Verletzung ausgebremst, konnte sich jedoch über die Saison hinweg erneut den Stammplatz in der Innenverteidigung erarbeiten und erreichte mit den Löwen den vierten Platz. Nachdem er zu Beginn der Saison 2022/23 erneut verletzt ausfiel, fand sich Belkahia im Laufe der Saison häufiger auf der Bank wieder. Er erreichte mit seinem Team den achten Platz.

### Arminia Bielefeld
Am 21. Juni 2023 wechselte Belkahia ablösefrei zum Drittligisten Arminia Bielefeld. Nach zwei Jahren verließ er Bielefeld nach seinem Vertragsende.

## Erfolge
TSV 1860 München
- Sieger des Bayerischen Toto-Pokals: 2019/20

Arminia Bielefeld
- Westfalenpokalsieger: 2024